# Haus Ley (Engelskirchen)
Haus Ley ist ein Ort in der Gemeinde Engelskirchen im Oberbergischen Kreis in Nordrhein-Westfalen.

## Lage und Beschreibung
Der Ort liegt im Osten von Engelskirchen nördlich der Agger. Nachbarorte sind Hardt, Ründeroth, Bellingroth und Unterkaltenbach. Der Ort beherbergt die ebenfalls mit Haus Ley bezeichnete ehemalige Wasserburg.

## Geschichte
1370 wurde der Ort erstmals unter der Bezeichnung zur Lyen von einem Siegburger Abt im Zusammenhang mit einem Lehen urkundlich genannt. Die Gebäude an der Adresse „Haus Ley 1“ stehen unter Denkmalschutz. Ehemals gehörten sie zu einer Wasserburg. In der Preußischen Uraufnahme von 1845 ist ein Steingebäude, beziehungsweise ein Schloss vermerkt. Die Wasserburg wurde aber bereits im 15. Jahrhundert erwähnt.